# سوزان ديفيد هال
سوزان ديفيد هال (بالفرنسية: Suzanne David Hall)‏ هي جاسوسة فرنسية، ولدت في 23 يناير 1927 في شيربورغ-إن-كوتينتن ‏ في فرنسا، وتوفيت في 7 يوليو 2011 في كينغسبورت في الولايات المتحدة.